# 快大茂镇
快大茂镇，是中华人民共和国吉林省通化市通化县下辖的一个乡镇级行政单位。

## 行政区划
快大茂镇下辖以下地区：
新安村、太安村、青山村、虎马岭村、赶马河村、新开村、繁荣村、江沿村、下龙头村、龙岗村、龙胜村、新明村和龙泉村。